# Herminia tarsicrinalis
Espèce
Herminia tarsicrinalis, l’Herminie de la ronce, est une espèce de lépidoptères (papillons) de la famille des Erebidae (ou des Noctuidae selon les classifications), de la sous-famille des Herminiinae.

## Répartition
Eurasiatique, ce papillon se trouve couramment dans toute l'Europe sauf dans le Grand Nord. Présent en France.

## Comportement
Univoltin ou bivoltin, l'adulte vole de mai à septembre selon les régions.

## Alimentation
Sa larve se nourrit de feuilles sèches de ronces et de clématites.